# Liste der Bodendenkmale in Lüdersburg
In der Liste der Bodendenkmale in Lüdersburg sind alle Bodendenkmale der niedersächsischen Gemeinde Lüdersburg aufgelistet. Die Quelle ist der Denkmalatlas Niedersachsen. Der Stand der Liste ist der 26. Juli 2024.

## Allgemein
In den Spalten finden sich folgende Informationen des Bodendenkmales :
- Lage        : geographische Koordinaten
- Bezeichnung : Bezeichnung lt. Denkmalatlas
- Beschreibung: Beschreibung lt. Denkmalatlas
- ID          : Objekt-ID
- Bild        : Bild, ggf. zusätzlich mit Link zu weiteren Fotos im Medienarchiv Wikimedia Commons.

## Lüdersburg
| Lage                         | Bezeichnung         | Beschreibung | ID       | Bild |
| ---------------------------- | ------------------- | ------------ | -------- | ---- |
| 53° 19′ 26″ N, 10° 37′ 55″ O | Lüdersburg 5, Deich |              | 28931822 | BW   |